# Kristen Thorsness
Pour les articles homonymes, voir Thorsness.
Kristen Thorsness est une rameuse américaine née le 10 mars 1960 à Anchorage.

## Biographie
Elle dispute les épreuves d'aviron aux Jeux olympiques d'été de 1984 à Los Angeles où elle devient championne olympique dans l'épreuve du huit.

## Palmarès

### Jeux olympiques
- Jeux olympiques d'été de 1984 à Los Angeles
  -  Médaille d'or en huit